# Bouhy
 Bouhy  es una población y comuna francesa, situada en la región de Borgoña, departamento de Nièvre, en el distrito de Cosne-Cours-sur-Loire y cantón de Saint-Amand-en-Puisaye.

## Demografía
| 751 | 750 | 667 | 578 | 495 | 469 | 445 |
| Para los censos de 1962 a 1999 la población legal corresponde a la población sin duplicidades (Fuente: INSEE [Consultar]) |     |     |     |     |     |     |